# Асинхронна муфта
Асинхро́нна му́фта — електромагнітна муфта ковзання, яка застосовується в електроприводах для плавного зчеплення або регулювання швидкості обертання робочої машини при постійній швидкості обертання електродвигуна.
Асинхронна муфта складається з двох рухомих частин: індуктора, на якому розміщена обмотка збудження постійним струмом, і якоря у вигляді осердя з коротко замкнутою або фазною обмоткою.
Укр. рад. вчені О. О. Скоморохов і А. О. Лобко розробили конструкцію каскадної асинхронної муфти, яка регулює швидкість обертання ири високому ккд устави.